# Hiroki Nishimura
Hiroki Nishimura (Japans: 西村 大輝; Tokio, 20 oktober 1994) is een Japans voormalig wielrenner.

## Carrière
Als junior werd Nishimura tweemaal nationaal kampioen en een keer Aziatisch kampioen.
Na een stage in 2017 werd Nishimura in 2018 prof bij Nippo-Vini Fantini-Europa Ovini.
Nishimura startte in 2019 in de Ronde van Italië. Echter, bij de proloog in Bologna kwam de Japanner ruim 50 seconden buiten tijd binnen. Daardoor zat voor Nishimura zijn eerste grote ronde er al na 8,2 km op en moest zijn ploeg Nippo-Vini Fantini verder met zeven renners.

## Overwinningen
2011
 Japans kampioen op de weg, Junioren
2012
 Aziatisch kampioen op de weg, Junioren
 Japans kampioen tijdrijden, Junioren

## Resultaten in voornaamste wedstrijden
| \| Jaar \| Ronde van Italië \| Ronde van Frankrijk \| Ronde van Spanje \| \| ---- \| ---------------- \| ------------------- \| ---------------- \| \| 2019 \| buiten tijd \| \| \| - 2013 – Shimano Racing Team (vanaf 15-4) - 2014 – Shimano Racing Team - 2015 – Shimano Racing Team - 2016 – Shimano Racing Team - 2017 – Shimano Racing Team - 2017 – Nippo-Vini Fantini (stagiair vanaf 28-7) - 2018 – Nippo-Vini Fantini-Europa Ovini - 2019 – Nippo-Vini Fantini-Faizanè - 2020 – Utsunomiya Blitzen - 2021 – Utsunomiya Blitzen - 2022 – Utsunomiya Blitzen Bronnen, noten en/of referenties - (en) Profiel van Hiroki Nishimura op ProCyclingStats - (en) Profiel van Hiroki Nishimura op Firstcycling.com - (en) Profiel van Hiroki Nishimura op de website van de UCI - Profiel van Hiroki Nishimura op De wielersite |                  |                     |                  |
| Jaar | Ronde van Italië | Ronde van Frankrijk | Ronde van Spanje |
| 2019 | buiten tijd      |                     |                  |